# 朗阿雷
朗阿雷（法語：Lenharrée，法語發音：[lɑ̃.aʁe]）是法国马恩省的一个市镇，属于埃佩尔奈区。

## 地理
朗阿雷（48°46'33"N, 4°6'53"E）面积17.75 平方千米，位于法国大東部大區马恩省，该省份为法国东北部内陆省份，北起阿登省，西北接埃纳省，西南接塞纳-马恩省，南至奥布省，东南接上马恩省，东临默兹省。
与朗阿雷接壤的市镇（或旧市镇、城区）包括：苏德龙、科南特赖-沃尔夫鲁瓦、费尔尚普努瓦斯、瓦西蒙和沙普拉讷。

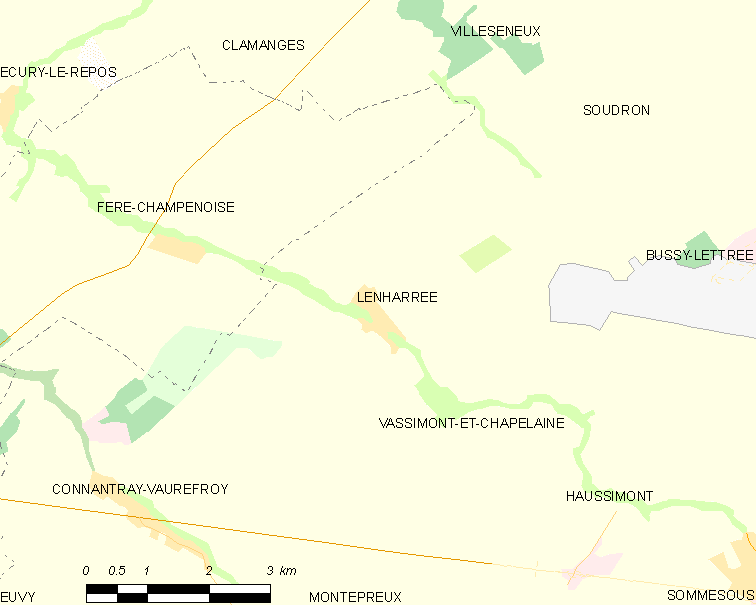
朗阿雷的OSM定位图

朗阿雷的时区为UTC+01:00、UTC+02:00（夏令时）。

## 行政
朗阿雷的邮政编码为51230，INSEE市镇编码为51319。

## 政治
朗阿雷所属的省级选区为香槟沙隆第三县。

## 人口

1962-2008年间朗阿雷人口变化图示

朗阿雷于2022年1月1日时的人口数量为109人。

## 交通
马恩省省道D18线经过境内。